# Kampfkommandant
De Kampfkommandant (vrije vertaling: gevechtscommandant) was de hoogste militaire bevelhebber, die binnen een bevochten gebied of stad het commando had.
Het begrip van Kampfkommandant werd in het bijzonder tijdens de Tweede Wereldoorlog gebruikt. De dienstbetrekking van de Kampfkommandanten werd door het Führer-Befehl Nr. 11 van 8 maart 1944 ingesteld, en was bedoeld om de interactie van alle strijdkrachten in de gebieden onder een bevel te verbeteren door het gezag te bundelen.

## Voorbeelden van Kampfkommandanten
- General der Infanterie Rudolf von Bünau, laatste Kampfkommandant van Wenen
- General der Infanterie Werner von Gilsa, laatste Kampfkommandant van Dresden
- General der Artillerie Helmuth Weidling, laatste Kampfkommandant van Berlijn
- SS-Obergruppenführer en Generaal in de Waffen-SS Karl Pfeffer-Wildenbruch, laatste Kampfkommandant van Boedapest
- SS-Obergruppenführer en Generaal in de Waffen-SS en Polizei Otto Winkelmann, Kampfkommandant van Boedapest
- Generalleutnant Ernst-Günther Baade, laatste Kampfkommandant van Keulen
- Generalleutnant Fritz Becker, laatste Kampfkommandant van Bremen
- Generalleutnant Bruno von Hauenschild, Kampfkommandant van Berlijn
- Generalleutnant Rudolf Hübner, laatste Kampfkommandant van München
- Generalleutnant Hellmuth Reymann, Kampfkommandant van Berlijn
- Generalleutnant Ludwig Merker, Kampfkommandant van Wenen
- Generalleutnant Hermann Meyer-Rabingen, Kampfkommandant van Frankfurt (Oder)
- Generalleutnant Karl Veith, laatste Kampfkommandant van Brunswijk
- Generalleutnant Hans-Jürgen von Witzendorff, Kampfkommandant van München
- SS-Obergruppenführer Karl Hanke, laatste Kampfkommandant van Breslau
- Generalmajor Richard von Bothmer, laatste Kampfkommandant van Bonn
- Generalmajor Joachim Degener, laatste Kampfkommandant van Győr
- Generalmajor Friedrich-Wilhelm Deutsch, Kampfkommandant van Wesel
- Generalmajor Johannes Erxleben, laatste Kampfkommandant van Kassel
- Generalmajor Paul Wilhelm Loehning, laatste Kampfkommandant van Hannover
- Generalmajor Kurt Lottner, laatste Kampfkommandant van Lübeck
- Generalmajor Friedrich Stemmermann, eerste Kampfkommandant van Frankfurt am Main
- Generalmajor Friedrich von Unger, Kampfkommandant van Neuruppin en Ludwigslust
- Generalmajor Alwin Wolz, laatste Kampfkommandant van Hamburg
- Oberst Hans Lepperdinger, laatste Kampfkommandant van Salzburg
- Oberst Gerhard Wilck, laatste Kampfkommandant van Aken
- Oberst Richard Wolf, Kampfkommandant van Würzburg en de laatste Kampfkommandant van Neurenberg
- Kapitän zur See Wolfgang Lüth, laatste Kampfkommandant van Flensburg
- Oberstleutnant Josef Ritter von Gadolla, laatste Kampfkommandant van Gotha
- Oberstleutnant Bernhard Hofmann, Kampfkommandant van München
- Oberstleutnant Erich Löffler, Kampfkommandant van Koblenz en de laatste Kampfkommandant van Frankfurt am Main
- Oberstleutnant Werner Lorleberg, laatste Kampfkommandant van Erlangen
- Major Paul Weinzierl, Kampfkommandant van Ingolstadt
- Landrat en Major der Reserve Werner Laskowski, laatste Kampfkommandant van Heidenheim an der Brenz
- Oberleutnant Ludwig Edinger, Kampfkommandant van Apolda